# Valborg Aulin

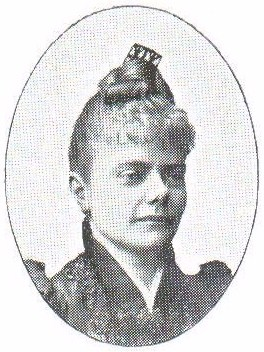
Retrato de Laura Valborg Aulin.

Laura Valborg Aulin (9 de enero de 1860 - 13 de marzo de 1928) fue una pianista y compositora sueca. Dos obras de Aulin, el Cuarteto de cuerda en mi menor, Op. 17 y el Cuarteto de cuerda en fa menor, son las composiciones musicales suecas más importantes de ese género de la década de 1880.

## Vida
Aulin nació en Gävle, Suecia, en 1860. Sus padres, Lars Axel Alfred y Edla Aulin, de soltera Holmberg, eran músicos. Su madre, Edla Aulin, tenía la esperanza de hacer carrera como cantante, pero la mala salud detuvo su carrera. El padre de Aulin era un estudioso de los clásicos, con un doctorado en griego, sobre el poeta Calímaco. También ocupaba un puesto en un instituto de Estocolmo, donde enseñaba lenguas clásicas. Mientras estudiaba en la Universidad de Uppsala, el padre de Aulin se aficionó a la música de cámara y acabó convirtiéndose en un violinista aficionado, lo que le llevó a ocupar un puesto en la Sociedad del Cuarteto de Cuerda Mazer, tocando la viola y el violín.
La carrera musical de Aulin comenzó cuando empezó a recibir clases de piano de su abuela y a los 12 años ya recibía clases de Hilda Thegerström. Aulin acabó llamando la atención de Albert Rubenson, entonces director de la Real Academia de Música de Suecia. A los 17 años se matriculó en la academia para estudiar composición con Rubenson. Aulin también recibió clases en el Real Colegio de Música de Estocolmo de Herman Behrens y Ludvig Norman. Norman fue un importante apoyo para Aulin durante la mayor parte de su vida y, cuando Norman murió en 1885, ella compuso el Pie Jesu Domine para coro y orquesta. En 1880, Aulin realizó su primera actuación en público en Söderköping, y se fue de gira con su hermano Tor Aulin a Norrland. Aulin estudió piano y composición durante cinco años antes de ganar una beca de viaje Jenny Lind Mendelssohn para asistir a tutorías de piano en el extranjero. En 1886, Aulin viajó a Copenhague para estudiar con Niels Wilhelm Gade durante un año y, en 1887, viajó a París durante tres años para recibir clases de composición de la pianista E. Bourgain, así como de Jules Massenet, Ernest Guiraud y Benjamin Godard. En París, Aulin creó dos obras, Tableaux Parisiens para orquesta y Procul este para voz solista, coro y orquesta de cuerda.
A su regreso a Suecia, Aulin comenzó una carrera como profesora, pianista y compositora. En 1890, se unió a la asociación de mujeres Nya Idun. Como profesora, complementó sus ingresos dando clases de piano, contrapunto, composición y armonía. Al mismo tiempo, Aulin componía y, entre 1887 y 1901, dio recitales de sus composiciones. Como pianista, tocó a menudo con su hermano, Tor Aulin, y otros para formar el Cuarteto Aulin, interpretando favoritos como el Cuarteto para piano de Camille Saint-Saëns y el Cuarteto en sol menor de Wolfgang Amadeus Mozart.
Además de muchos lieder y piezas para piano solo, sus composiciones incluyen dos cuartetos de cuerda (en fa mayor y en mi menor) y música para órgano.
A los 43 años, Aulin decidió trasladarse de la capital, donde creció, a Örebro, una ciudad situada a unos 125 kilómetros al oeste. Allí, Aulin comenzó a trabajar como profesora, organista, pianista y arreglando conciertos, aunque dejó de componer. Nunca se han determinado los motivos de su marcha, aunque se ha especulado mucho sobre su traslado. El American Scholar postula que posiblemente se cansó de los constantes desafíos que enfrentaba con respecto a la cultura musical en Estocolmo, particularmente porque Aulin era mujer, y también que tuvo ciertas dificultades con su madre. La Herencia Musical Sueca postula las mismas razones. Otras razones sugeridas por la Sociedad Sueca de Música Artística son el hecho de que el Cuarteto Aulin dejó de actuar gradualmente, así como la temprana muerte del compositor Ludvig Norman junto con otros miembros de su estructura de apoyo. Esto, combinado con la falta de amigos, pudo haber sido otra razón.
Sea como fuere, la obra de Aulin se interpretó cada vez menos y cayó en el olvido. Hasta 1991 no se volvió a interpretar el Cuarteto nº 2.

## Composiciones
La obra de Aulin consta de dos tipos de trabajos, las composiciones para piano y las composiciones para voz y piano, que ofrecen tanto obras para músicos menos experimentados como para músicos profesionales. Prueba de ello son las dedicatorias a cantantes como la cantante de ópera sueca Dina Edling y la profesora de música Hilda Thegerström.
A excepción de la Grande sonate sérieuse pour le piano [fa menor], Sonata para piano opus 14, las composiciones para piano tienen un solo movimiento. Estas composiciones son piezas de humor en las que el título ya define el carácter de la pieza. La prominencia de las obras de un solo movimiento es desconcertante, ya que Aulin era una pianista consumada y era más que capaz de interpretar composiciones más largas. La Herencia Musical Sueca ha planteado que la posible razón fue que Aulin quería que se publicaran más obras suyas, ya que las obras pequeñas se vendían mejor que las grandes.
Las composiciones de Aulin para voz solista y piano suelen ser canciones artísticas más que romances. La mayoría de los textos que acompañan a las composiciones son poemas escritos por Karl Alfred Melin. Se desconoce si Melin era poeta, ya que es totalmente desconocido. Los otros textos fueron escritos principalmente por el compositor Ludvig Norman. Otros personajes de interés fueron el poeta sueco Carl David af Wirsén y el letrista y poeta finlandés-sueco Johan Ludvig Runeberg.
Aulin escribió el último cuarteto cuando tenía 29 años y a menudo ha desconcertado a los historiadores musicales y a los biógrafos de la vida de Aulin por qué no volvió a escribir cuartetos en su vida posterior.

### Obras orquestales en varios movimientos
- Tableaux Parisiens, suite orquestal op. 15, 1886[6]

### Coro mixto a cappella
- Tres canciones para coro mixto a cappella opus 5
- Dos coros a cappella para voces mixtas opus 24

### Coro mixto e instrumentos
- Canción de Navidad para coro mixto y acompañamiento de órgano opus 23
- Coro mixto y orquesta

- Pie Jesu Domine, Missa sollemnis opus 13
- Veni sanctu spiritus [sic], himno (Veni sancte spiritus) opus 32

### Coro mixto con voz(es) solista(s) y orquesta
- Herr Olof ('På ängen under det mörka fjället', Carl David af Wirsén), balada para tenor solista, coro y orquesta op. 3, 1880[7]
- Procul este ('Gå stum, ja stum', Carl David af Wirsén), poema lírico para soprano solista, coro, orquesta y arpa op. 28, 1886[8]

### Coro femenino e instrumentos
- Tres coros para voces femeninas con acompañamiento de piano[9]

### Voz y piano
- Carina, 1891[10]
- Der Todtengräber [para voz de bajo y piano][11]
- Det finns en gosse och han är min, 1884[12]
- Cuatro canciones del 'Buch der Lieder' opus 9 de Heine[13]
- För länge se'n[14]
- Kom!, 1881[15]
- Roddaren, 1881[16]
- Saknaden, 1886[17]
- Skärgårdsvisa[18]
- Säg ej så,[19]
- Dos canciones para una voz y piano opus 19,[20]
- Vid Rånö ström opus 18, 1890[21]
- Ynglingen, 1881[22]

### Obras sin clasificar
- Borta. Gone
- Der Totengräber ('Yo cavo'). Para bajo y piano.
- Där kärlek i hjertat bott en gång. Donde el amor vivió una vez en Hjertat
- Hvad du sörjer öfver och är så blek. Sobre lo que te lamentas y estás tan pálido
- O! du sommartid.. (¡Oh! tiempo de verano)
- Saknaden ('I skogen finns ej mer en gren', Johan Ludvig Runeberg). Desaparecido, (No hay más ramas en el bosque)
- Vid Rånö ström ('Midsommarnatten drog som ett flor öfver mark och ängar', Karl Alfred Melin) op. 18. (La noche de verano se dibujó como una flor sobre la tierra y los prados)
- Skärgårdsvisa ('När solen sjunker i eld och lågor', Karl Alfred Melin), 1892. Desde hace mucho tiempo (Cuando el sol cae como fuego y llamas)
- Säg ej så (Thomas Moore) (No lo digas)
- Var det en dröm? (Karl Alfred Melin). (¿Fue un sueño?)
- Vårsång (Canción de Primavera).
- För länge se'n ('La vieja, vieja canción', Karl Alfred Melin), última de 1896. Desde hace mucho tiempo (El viejo, viejo programa)
- Cuatro canciones del Buch der Lieder de Heine para voz y piano, dedicadas a Charlotte Asplund (de soltera Senmark) op. 9.

1. Dina liljehvita fingrar (Tus dedos blancos como lirios)
2. Es fällt ein Stern herunter ('Cae una estrella parpadeante'), también separado para bajo y piano. Una estrella cae (A twinkling star falls)
3. Ich stand in dunklen Träumen ('Me quedé inmerso en los sueños'), también separado para bajo y piano. Me quedé en sueños oscuros (me sumergí en los sueños)
4. der Mond ist aufgegangen ('Fullmånen sin strålflod gjuter') Los rayos de la luna llena me encontraron (La luna ha salido)

- Vaggsång, dedicado a Fritz Arlberg op. 10 (Josef Julius Wecksell). Canción de cuna

### Violín y piano
- Hoja de álbum 1989[23]
- Elegie opus 8 nº 3 1880-1890[24]
- Sonata para piano y violín [sol menor][25]

### Obra sin clasificar
- Balada y Noveletta.
- Hoja de álbum, originalmente para piano. Transcripción del compositor.

### Piano
- 5 poemas tonales para piano opus 7 1882[26]
- 7 piezas para piano opus 8 1884[27]
- Hoja de álbum (Feuille d'album) opus 29 1898[28]
- Grande sonate sérieuse pour le piano [Fa menor], Sonata para piano opus 14 1885[29]
- Miniatura[30]
- Suite para piano [re menor][31]
- Tres piezas de fantasía para piano opus 30 1898[32]
- Valse élégiaque 1892?[33]

### Órgano
- Meditación[34]

### Cuarteto de cuerda
- Qvartett [fa mayor][35]
- Cuarteto de cuerda en mi menor opus 17[36]

### Otras obras para cuerdas
- Var det en dröm?, originalmente para canto y piano. Arreglo para cuerdas con violín obligado. ¿Fue un sueño?

## Otras lecturas
- Laura Valborg Aulin en Svenskt kvinnobiografiskt lexikon
- Laura Valborg Aulin (1860-1928), par Jordi Cervelló